# В'язлов Андрій Григорович
Андрі́й Григо́рович В'я́злов (* 1862, Волинська губернія — † 16 жовтня 1919, Кам'янець-Подільський) — політичний і громадський діяч, юрист; генеральний суддя і міністр юстиції в Українській Державі.

## Життєпис
Андрій Григорович В'язлов народився в 1862 році у Волинській губернії в селянській родині.
1890 р. закінчив Київський університет.
Працював на різних судових посадах: помічником секретаря в Луцькому і Житомирському окружних судах; секретарем Житомирського окружного суду; судовим слідчим Старокостянтинівського повіту. З 1899 — мировий суддя в Звенигородському повіті Київської губернії.
Був обраний депутатом I Державної думи від Київської губернії в 1906 році. Член Української парламентської громади та Союзу автономістів, кадет. В парламенті входив до аграрної комісії. Брав участь в підготовці законопроєкту «Про автономію України». Підписав конституційно-демократичний земельний законопроєкт «42-х», підтримавши ідею часткового відчуження землі шляхом її викупу по справедливій оцінці. Не поділяв програму конституційних-демократів з національного питання, відстоював вимоги національно-територіальної автономії України. Підписав законопроєкт про громадянську рівність.
За підписання «Виборзької відозви» (акція депутатів Першої Державної думи) у 1906 році засуджений до тримісячного тюремного ув'язнення та позбавлений адвокатської практики.
Від 1907 року працював у приватному страховому товаристві. Член київської «Просвіти» і ТУПу.
У 1915 році — уповноважений комітету Південно-Західного фронту Всеросійського союзу міст.
Від березня 1917 року — Волинський губернський комісар Тимчасового уряду. У березні-квітні 1917 року — член тимчасового ЦК Союзу автономістів-федералістів, від червня того ж року — УПСФ.
У період Центральної Ради 17 квітня 1918 року В. Г. В'язлов призначений начальником головної тюремної управи з правами товариша народного міністра судових справ.
В Українській Державі Андрій В'язлов — генеральний суддя, сенатор Адміністратичного генерального суду, від 24 жовтня 1918 року — міністр юстиції. За наказ про звільнення з-під арешту Симона Петлюри був ув'язнений.
У 1919 році — голова управи українського Червоного Хреста.
Помер Андрій Григорович В'язлов від тифу 16 жовтня 1919 року в Кам'янці-Подільському.